# 中村竜三郎
中村 竜三郎（なかむら りゅうざぶろう、1927年6月26日 - ）は、日本の俳優。
本名は、中川 貢（なかがわ みつぎ）。旧芸名、中川 晴彦（なかがわ はるひこ）。別名義に、中村 龍三郎（読み同じ）、中村 竜三朗（読み同じ）がある。東京府（現・東京都）出身。

## 出演作品

### テレビドラマ
- 隠密剣士（TBS / 宣弘社プロ）
  - 第1部 第13話「忍法まんじ凧」（1962年） - 榊原虎之助
  - 第6部 第7話「忍者伊賀の才蔵」、第8話「忍者朧と一党」（1964年） - 楯岡の才蔵
- ミステリーベスト21 第11話「闇から来る」（1962年、NET / 東映）
- 鉄道公安36号（NET / 東映）
  - 第7話「狂った軌道」（1963年）
  - 第13話「レールが夜鳴る」（1963年）
  - 第35話「貧しき背徳者」（1964年）
  - 第83話「遠い汽笛」（1965年）
  - 第105話「警笛は鳴りやまず」（1965年）
  - 第106話「鉄路を駈ける母」（1965年）
  - 第150話「太陽はまた昇る」（1966年）
  - 第186話「故郷の雪」（1967年）
  - 第192話「歪んだ軌道」（1967年）
- 特別機動捜査隊（NET / 東映）
  - 第111話「のれん」（1963年）
  - 第313話「佐渡の踊子」（1967年） - 福太郎
  - 第316話「北国の女」（1967年） - 脇田
  - 第356話「その母」（1968年）
  - 第399話「緋牡丹の女」（1969年） - 曽根
  - 第417話「美しい町の天使たち」（1969年） - 原田
  - 第480話「砕けた赤いダイヤ」（1971年） - 星野
  - 第681話「襲われた夜」（1974年） - 石田
  - 第696話「ある女教師の場合」（1975年） - 遠山
  - 第702話「消えた一千万円」（1975年） - 猿渡金次郎
  - 第718話「呪われた人々」（1975年） - 手塚亮吉
  - 第748話「ミミズを飼う女」（1976年） - 西浦三郎
  - 第756話「悪魔の暴走」（1976年） - 船田雅夫
  - 第779話「むらさき小唄 雪之丞」（1976年） - 堂本
  - 第796話「夕陽の波止場」（1976年） - 西條
- あゝ忠臣蔵（1969年、CX / KTV） - 塩山伊左衛門
- 妖術武芸帳 第12話「怪異冥界夢」（1969年、TBS / 東映） - 冥界道士
- 右門捕物帖 第7話「無礼討ち」（1969年、NTV / 東宝）
- 水戸黄門（TBS / C.A.L）
  - 第1部 第23話「初春・役者騒動記」（1970年1月5日） - 市川銀之助
  - 第4部 第18話「駈けろ若駒」（1973年5月21日） - 南部広信
  - 第13部 第11話「悪を縛った伊賀の組紐」（1982年12月27日） - 赤松与太夫
  - 第14部
    - 第3話「姫様そっくり千両役者」（1983年11月14日） - 伊三郎
    - 第16話「女傑に惚れた御老公」(1984年2月13日) - 影山修理

  - 第15部 第32話「中馬を狙った野盗の罠」（1985年9月2日） - 望月源太夫
  - 第16部 第32話「剣が知ってた暗殺の罠」(1986年12月1日） - 石川外記
  - 第18部
    - 第10話「仇討ち木曽節仁義」（1988年11月14日） - 稗田兵衛
    - 第29話「母恋し 涙の馬子唄」（1989年4月3日） - 佐久間隼人

  - 第19部 第11話「黄門様の泥棒指南」（1989年12月4日） - 佐野三十郎
  - 第20部 第35話「偽者亭主の親孝行」（1991年7月8日） - 滝田将監
  - 第22部 第24話「助けた娘はお姫様」（1993年10月25日） - 周庵
  - 第24部 第25話「天下の名医は敵持ち」(1996年3月11日) - 宝部大膳
  - 第25部 第20話「愛を探した忍びの女」(1997年5月12日) - 丹羽甚蔵
- 大江戸捜査網（12ch / 三船プロ）
  - 第18話「男度胸の血が燃える」（1971年）
  - 第79話「観音像を奪回せよ」（1975年） - 司馬頼母
  - 第119話「燃える屍」（1975年） - 浦辺玄碩
  - 第122話「怒りの虚無僧狩り」（1976年） - 相良主膳
  - 第135話「怨みの米騒動」（1976年） - 黒木図書頭
  - 第146話「鈴の音が俺を呼んだ!」（1976年） - 関根主膳
  - 第153話「殺しを呼ぶ賽の目」（1976年） - 的場参九郎
  - 第162話「夫婦花 無情の十手」（1976年） - 堀田靖之助
  - 第183話「連続放火魔の謎」（1977年） - 山名主膳
  - 第195話「牢破り! 命の絶唱」（1977年） - 玄斉
  - 第209話「大暴れ魚河岸の伊達男」（1977年） - 剣持弾正
  - 第221話「笹笛に泣く女の悲哀」（1978年） - 阿部
  - 第249話「美女誘拐 恐怖の逢びき」（1978年） - 安岡
  - 第347話「廃墟の街で待つ女」（1980年） - 黒沼
  - 第364話「木枯らしに耐えて待つ女」（1980年） - 白河藩城代家老
  - 第490話「危険な吐息 闇に誘う妖女」（1983年） - 太田黒の勝蔵
  - 第510話「純愛に賭けた娘スリ」（1983年） - 安西大和守典膳
- 銭形平次 第247話「ぎやまん地獄」（1971年、CX / 東映）
- 弥次喜多隠密道中 第11話「飛び出したお姫様（岡崎）」（1971年、NTV / 歌舞伎座テレビ室）
- 清水次郎長 第6話「人情殴り込み」（1971年、CX / 東映）
- プレイガール 第170話「女は妖しく勝負する」（1972年、12ch / 東映） - 合田
- 太陽にほえろ! （NTV / 東宝）
  - 第53話「ジーパン刑事登場!」（1973年）
  - 第553話「ドックとマミー」（1983年） - 高谷の知人
  - 第568話「悲しい汗」（1983年） - 協北商事社長
  - 第587話「殺人広告」（1984年） - 南條社長
  - 第601話「アイドル」（1984年） - 戸村企画社長
- 旗本退屈男 （NET / 東映）
  - 第8話「緑の翡翠が血を呼んだ」（1973年）
  - 第22話「潮風に紅い血が騒ぐ」（1974年）
- 右門捕物帖（NET / 東映）
  - 第25話「影を斬る男」（1974年）
  - 第49話「秘密」（1975年）
- 伝七捕物帳（NTV / ユニオン映画）
  - 第36話「謎のむらさき房」（1974年） - 黒賀庄五郎
  - 第100話「花のお江戸の喧嘩鳶」（1976年） - 弥平次
  - 第117話「紫房の十手が許さねえ！」（1976年） - 黒鉄
  - 第131話「かりそめの愛のかたみ」（1976年） - 弁天の鉄五郎
  - 第156話「江戸母恋い唄」（1977年） - 籠政
- 破れ傘刀舟悪人狩り（NET / 三船プロ）
  - 第17話「他人の顔」（1975年） - 津軽少将信時
  - 第36話「町人武士道」（1975年） - 瀬沼河内守
  - 第53話「真夜中の狂刃」（1975年） - 原田左近将監
  - 第63話「父と子の詩」（1975年） - 石黒監物
  - 第83話「黒の追跡」（1976年） - 脇坂刑部
  - 第91話「天保女医秘録」（1976年） - 水野主水正
  - 最終話「さらば刀舟江戸の街」（1977年） - 美濃部
- 遠山の金さん （NET / 東映）
  - 第1シリーズ 第68話「いかさま稼業」（1977年）- 口入屋 達磨の長兵衛
  - 第2シリーズ 第14話「一番纏に命を張れ!!」（1976年） - 頭取
- 影同心II 第12話「尼寺（秘）女形狂乱」（1976年、TBS / 東映京都）
- 破れ奉行 第17話「斬込め!大名行列」（1977年、ANB / 中村プロ） - 鳥越仁左衛門
- 華麗なる刑事 第23話「女豹走る!」（1977年、CX / 東宝）
- 新五捕物帳 第17話「男涙に星が降る」（1978年、NTV / ユニオン映画）
- 江戸の鷹 御用部屋犯科帖 第25話「魔の峠!女の地獄」（1978年、ANB / 三船プロ）
- 服部半蔵 影の軍団　第23話「赤い蛇の目は死の宣告」（1980年、KTV / 東映）-佐野修理
- 関ヶ原（1981年、TBS） - 小笠原少斎
- 暴れん坊将軍（ANB / 東映）
  - 吉宗評判記 暴れん坊将軍 （1981年）
    - 第164話「心の鎖は人情で裂け!」 - 建部周防守
    - 第189話「鬼を哭かせた母ごころ」 - 本多出羽守

  - 暴れん坊将軍VI 第34話「俺らの兄貴は上様だ!」（1995年） - 稲葉屋市右衛門
  - 暴れん坊将軍VII 第8話「初手柄!おぶんの大奥退治」（1996年） - 巴屋
- 斬り捨て御免! 第2シリーズ 第23話「妖しく匂う無情花」（1981年、12ch / 歌舞伎座テレビ）
- 素浪人罷り通る 第2話「素浪人罷り通る 暁の死闘」（1982年、CX / 三船プロ）
- 幻之介世直し帖 第13話「金も女もおそろしい」（1982年、NTV / 国際放映）
- 大岡越前 第6部 第18話「幽霊屋敷を訪ねた女」（1982年、TBS / C.A.L） - 馬場三郎兵ヱ
- 坂道の家（1983年、NTV / 松竹） - 医師
- 大奥 第48話「悲恋の皇女和宮」・第49話「江戸城のおさな妻」（1984年、CX / 東映） - 橋本実麗
- 新・大江戸捜査網 第24話「魔の甲州路暴れ旅」（1984年、TX / ヴァンフィル） - 小山田
- 遠山の金さん 第121話「女優志願! 火の国から来た女」（1984年、ANB / 東映）
- 江戸を斬るVII 第17話「闇を走る暗殺集団」（1987年、TBS / C.A.L） - 苅谷太兵衛
- 将軍家光忍び旅II 第8話「鬼の涙か?木曽福島に光る水晶」（1992年、ANB / 東映） - 万福屋
- 水戸黄門外伝 かげろう忍法帖 第7話「地獄に夢の花が咲く」（1995年、TBS / C.A.L） - 滝沢源太夫

### 映画
- 右門捕物帖 妖鬼屋敷（1954年、東宝） - 和久守之進
- 風流あじろ笠（1954年、東宝） - 生島新五郎
- 恋風街道（1954年、東宝） - 松蔵
- 快傑鷹 第一篇 蛟竜風雲の巻（1954年、東宝） - 仁礼六郎太
- 快傑鷹 第二篇 奔流怒濤の巻（1954年、東宝） - 仁礼六郎太
- 快傑鷹 第三篇 剣風乱舞の巻（1954年、東宝） - 仁礼六郎太
- 照る日くもる日（1954年、東宝） - 細木年尾
- 岩見重太郎 決戦天の橋立（1954年、東宝） - 岩見重蔵
- 右門捕物帖 献上博多人形（1955年、東宝） - 武智三十郎
- 旗本やくざ（1955年、東宝） - さんぴん山左衛門
- 白浪若衆 江戸快盗伝 （1955年、日活） - お坊吉三
- 月がとっても青いから（1955年、日活） - 日高雄吉
- 丹下左膳 乾雲の巻（1956年、日活） - 森徹馬
- 丹下左膳 坤龍の巻（1956年、日活） - 森徹馬
- 丹下左膳 完結篇（1956年、日活） - 森徹馬
- 極楽剣法 前篇 地獄剣の挑戦（1956年、日活） - 奥村八郎右衛門
- 極楽剣法 後篇 月明の対決（1956年、日活） - 奥村八郎右衛門
- 悪魔の街（1956年、日活） - 萩原
- 甲武信嶽伝奇 黄金地獄 人肌地獄（1956年、日活） - と組の半次
- 甲武信嶽伝奇 決闘地獄（1956年、日活） - と組の半次
- 若いお巡りさん（1956年、日活） - 巡査山口武
- 月蝕（1956年、日活） - 片山政之
- 孤獨の人（1956年、日活） - 竹田哲之助教師
- マダム（1957年、日活） - 紺野
- 池田大助捕物帖 血染の白矢（1957年、日活） - 松葉町の源太
- 永遠に答えず（1957年、日活） - 十時要三
- 美男剣競録（1957年、新東宝） - 斎藤歓之助
- 鏡山誉の女仇討（1957年、新東宝） - 大久保加賀守
- 危し!伊達六十二万石（1957年、新東宝） - 伊達綱宗
- 飛竜鉄仮面（1957年、富士映画） - 桂小五郎
- 人形佐七捕物帖 花嫁殺人魔（1957年、新東宝） - 新之助
- 将軍家光と天下の彦左（1957年、新東宝） - 金井半兵衛
- 色競べ五人女（1958年、新東宝） - 大工久助
- 天皇・皇后と日清戦争（1958年、新東宝） - 三村幾之助中尉
- 天下の副将軍 水戸漫遊記（1958年、新東宝） - 渥美格之丞
- 朱桜判官（1958年、新東宝） - 工藤数馬
- 亡霊怪猫屋敷（1958年、新東宝） - 竜胆寺小金吾
- 宇治みさ子の緋ぢりめん女大名（1958年、新東宝） - 子分三五郎
- 隠密将軍と喧嘩大名（1958年、新東宝） - 依田右京
- 毒蛇のお蘭（1958年、新東宝） - 安川元春
- 侠艶小判鮫（1958年、新東宝） - 小判鮫、美代太郎
- 爆笑王座征服（1958年、新東宝） - 弁天小僧
- 重臣と青年将校 陸海軍流血史（1958年、新東宝） - 三上卓
- カックン超特急（1959年、新東宝） - 新東洋映画スターE
- 剣姫千人城（1959年、新東宝） - 金剛三郎
- 決闘不動坂の大仇討（1959年、新東宝） - 小笠原新八郎
- 南部騒動 姐妃のお百（1959年、新東宝） - 不知火小僧
- 影法師捕物帖（1959年、新東宝） - 流れ星十太
- 日本ロマンス旅行（1959年、新東宝） - 鶴松
- 東海道四谷怪談（1959年、新東宝） - 佐藤与茂七
- まぼろし鷹（1959年、新東宝） - 伊吹幻四郎
- 人形佐七捕物帳 鮮血の血房（1959年、新東宝） - 人形佐七
- 若君漫遊日本晴れ 善光寺黄金道中（1959年、新東宝） - 十文字新三
- 明治大帝と乃木将軍（1959年、新東宝） - 大久保少尉
- 人形佐七捕物帳 裸姫と謎の熊男（1959年、新東宝） -佐七
- 東海道 弥次喜多珍道中（1959年、新東宝） - 藤田東湖
- 競艶お役者変化（1960年、新東宝） - 梓弦之進
- 生首奉行と鬼大名（1960年、新東宝） - 賽ノ目の銀次
- 遊侠の剣客 片手無念流（1960年、第二東映） - 夏目の新助
- 次郎長血笑記 富士見峠の対決（1960年、第二東映） - 桶屋の鬼吉
- 次郎長血笑記 殴り込み荒神山（1960年、第二東映） - 桶屋の鬼吉
- 獄門坂の決斗（1960年、第二東映） - 藤堂高忠
- 旅の長脇差 伊豆の佐太郎（1960年、第二東映） - 鮒次郎
- 水戸黄門 天下の大騒動（1960年、第二東映） - 助さんらしき侍
- お役者変化捕物帖 弁天屋敷（1961年、第二東映） - 根来一角
- 大江戸喧嘩まつり（1961年、第二東映） - 銀次
- 朝霧街道（1961年、第二東映） - 小湊の与助
- 忍術大阪城（1961年、第二東映） - 豊臣秀頼
- 八州血煙り笠（1961年、ニュー東映） - 幸吉
- 新諸国物語 黄金孔雀城 第一部・第二部（1961年、東映） - 笛の又四郎
- 新諸国物語 黄金孔雀城 第三部・完結篇（1961年、東映） - 笛の又四郎
- 怪人まだら頭巾 紅ぐも地獄（1961年、ニュー東映） - 坂田平馬
- ふり袖小姓捕物帖 蛇姫囃子（1961年、東映） - 市川菊次郎
- 豪快千両槍（1961年、ニュー東映） - 井野又哉
- ふり袖小姓捕物帖 血文字肌（1961年、東映） - 小平
- 無法者の虎（1961年、ニュー東映） - 勝谷栄之進
- 新黄金孔雀城 七人の騎士（1961年、東映） - 阿部民部
- 素っ飛び二人三脚（1961年、東映） - 伊庭慶太郎
- 権九郎旅日記（1961年、東映） - 沖之丞
- 八幡鳩九郎（1962年、東映） - 倉橋屋富左衛門
- きさらぎ無双剣（1962年、東映） - 大納言継友
- 壁の中の美女（1962年、東映） - 竜造寺右京
- あべこべ道中（1962年、東映） - 奉行
- 罠にはまった男（1972年、松竹） - 刑事

### テレビアニメ
- ドン・チャック物語 - ドン・アリストテレス〈初代〉